# Stjepan Mesić
Stjepan "Stipe" Mesić (phát âm [stjêpaːn stǐːpe měːsit͡ɕ]; sinh 24 tháng 12 năm 1934) là chính trị gia Croatia giữ chức Tổng thống Croatia thứ 2 từ năm 2000 đến năm 2010. Trước hai nhiệm kỳ Tổng thống 5 năm, ông là Chủ tịch Hội đồng Hành pháp của CHXHCN Croatia (1990) sau cuộc bầu cử đa đảng, Chủ tịch Đoàn Chủ tịch Nam Tư cuối cùng (1991) và Tổng Thư ký Phong trào không liên kết (1991), cũng như Chủ tịch Quốc hội Croatia (1992–1994), thẩm phán ở Našice và thị trưởng của một khu phố của ông ở Orahovica.